# 中興新村

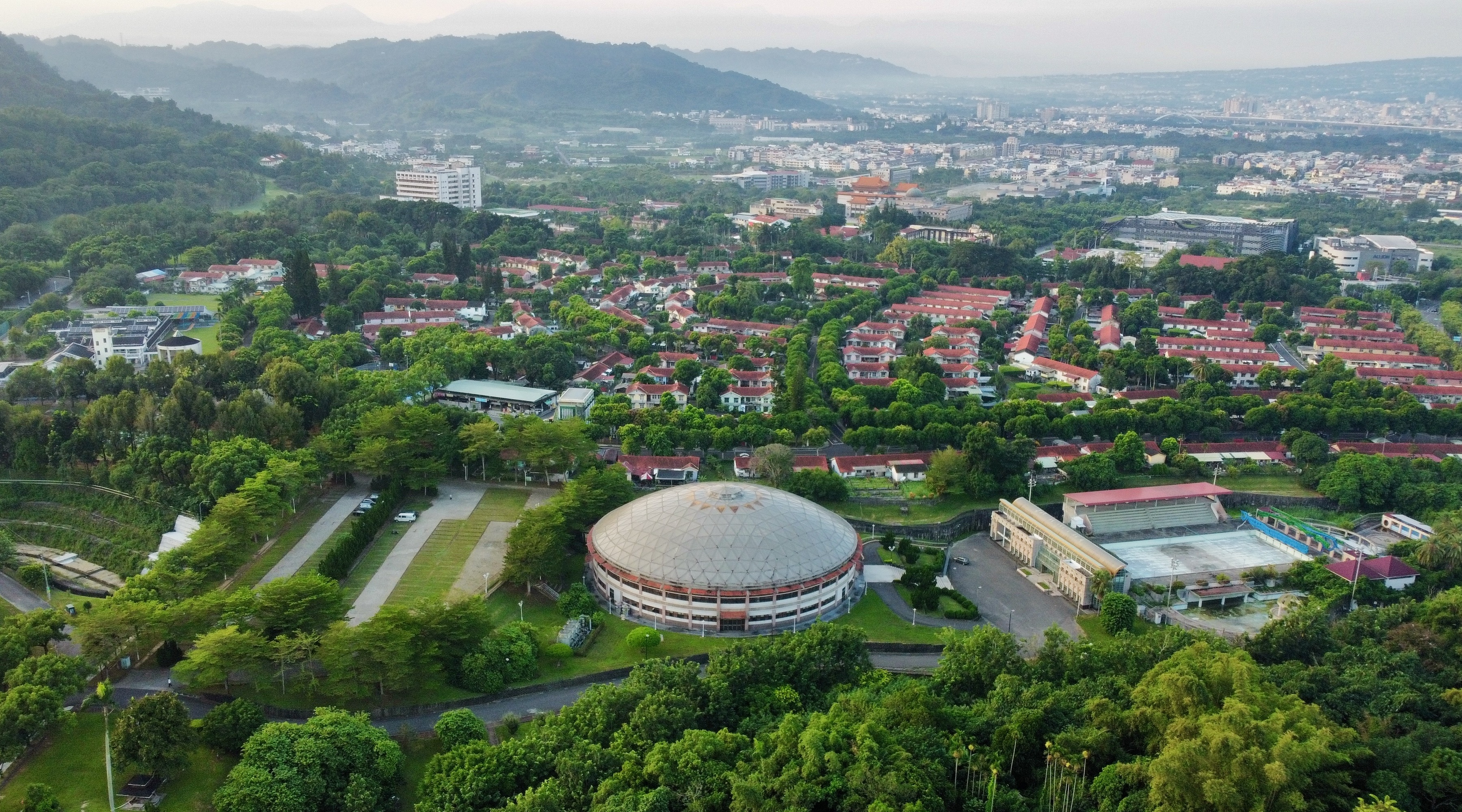
中興新村南核心區域

中興新村（英語：Zhongxing New Village）是位於台灣南投縣南投市北部的新市鎮，是台灣戰後第二個新市鎮（次於光復新村），為過去中華民國臺灣省政府駐地所在，面積約7.07平方公里。為中台灣觀光休閒遊樂據點，旅遊服務業為重要產業。
1955年開始籌建，1956年臺灣省政府從台北市疏遷至此辦公，1957年整體都市設計參仿英國倫敦「新市鎮」創建模式而設計建造完成，最早佔地約二百公頃，成為辦公與住宅合一之田園式行政社區，植被高度綠化，並設置臺灣省首個分流式下水道系統，使該社區擁有當時最好的生活標準，區內巷道採囊底路設計，密度適當易形成敦親睦鄰守望相助的濃厚情誼，突顯強烈的社區意識。20世紀末，台灣省政府功能業務與組織調整（省虛級化）之後，中興新村不再具有服務省府機關的機能，面臨發展定位的轉型。
精省後由中央政府著手中興新村的再造活化，2007年由行政院公共工程委員會規劃，2009年改由國家科學委員會預計設置中部科學園區高等研究園區，2011年南投縣政府將中興新村登錄文化景觀範圍，科學園區計畫縮小規劃範圍；2018年臺灣省政府業務與人員移交國家發展委員會並由該會成立中興新村活化專案辦公室，將中興新村區分為北中南三個核心區域，定位北核心為歷史文化區與公務員宿舍區、中核心為休閒生活區與宿舍區、南核心規劃為大學城由國立中興大學成立南投校區。

## 簡介
名稱
當地原稱「營盤口」，得名自臺灣清治時期此地有駐軍之營地。後來賦名的中興新村。據時任臺灣省議會議長黃朝琴在其回憶錄的說法，「中興新村」一名由他建議，並獲得時任臺灣省政府主席嚴家淦採用。
中興新村命名時，我適逢其會，有一次我陪同嚴主席南下視察，回程應邀前往營盤口，參觀省府疏遷廳舍興建工程時，嚴主席命名意見徵詢，我當即建議以命名為“中興新村”如何？旋蒙採用，深感榮幸。
 — 黃朝琴， 朝琴回憶錄之台灣政商耆宿
坊間另有時任中華民國總統蔣中正下令命名的說法，並認為中興新村之名，取自「少康中興」、「光復失土」的典故。
住宅規劃

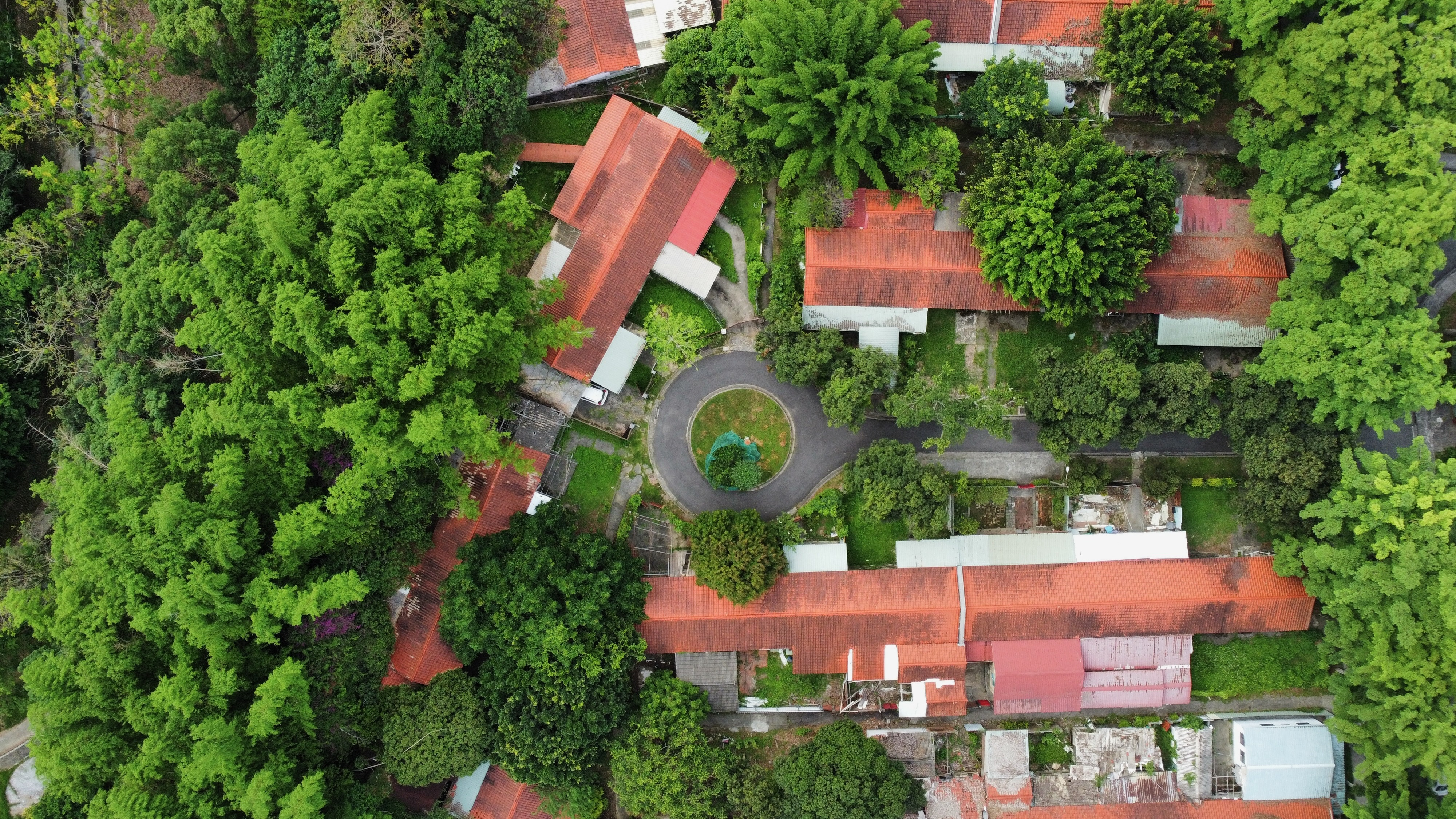
中興新村官舍俯視圖

中興新村官舍用地多分佈於中正路以東地區，包括光榮、光華及光明三個里，此為初始規劃中興新村的範圍，以低密度之獨棟住宅設置規劃，並依照省政府員工家庭狀態分配，但建設施工時爆發建商弊案，整體建築物較初始規劃前、後、左、右及高度皆內縮一公尺，造成村內建物特別矮小之現象。隨著日後省政府之人員編制越來越多，原有之官舍已不敷居住，遂於長春公園旁往省訓團處闢建新官舍使用，前有大草坪，及內麓溪公園（包含戶外籃球場等），因規劃為五百戶住宅，故稱為「五百戶」。

## 歷史

### 臺灣省政府時期

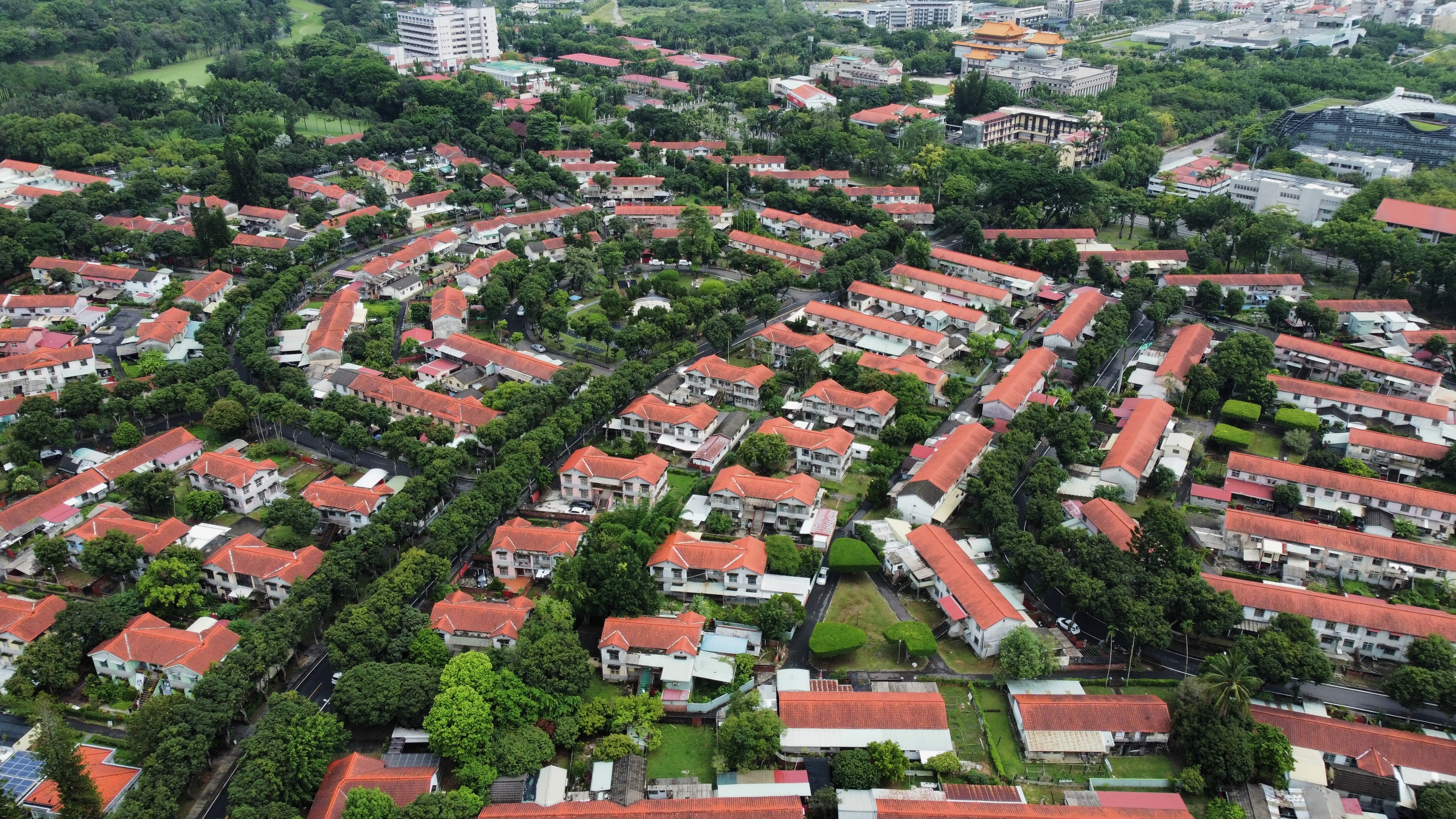
光明公園周邊的房舍

- 1956年，臺灣省政府將辦公單位員工遷往南投縣營盤口，設立「中興新村」。
- 1961年，省主席周至柔責成省政府公共事務管理處，將闢建中興新村時收集的無主遺骸移到省立萬靈祠[5]。併入草屯鎮山腳里南部一區域。
- 1964年，發佈另一個中興新村南內轆地區都市計畫。
- 1982年7月，時任總統蔣經國至中興新村視導省政。[6]:238
- 1984年李登輝省主席時期，將前後兩個都市計畫合併成一個「中興新村（含南內轆）都市計畫」。
- 1989年邱創煥省主席時期，將公共設施保留地做專案通盤檢討，並予以核定。
- 1992年連戰省主席時期，由公管處編列預算，委請台灣省政府住都局辦理「中興新村整體規劃」並成立中興新村整體發展指導委員會及中興新村整體發展規劃小組負責推動。
- 1995年宋楚瑜省長時期，發佈實施[7]。
- 1998年政府組織改造將臺灣省政府機關虛級化，原省政府大多數廳處裁撤，中興新村重要性開始衰落。

### 省政府虛級化時期

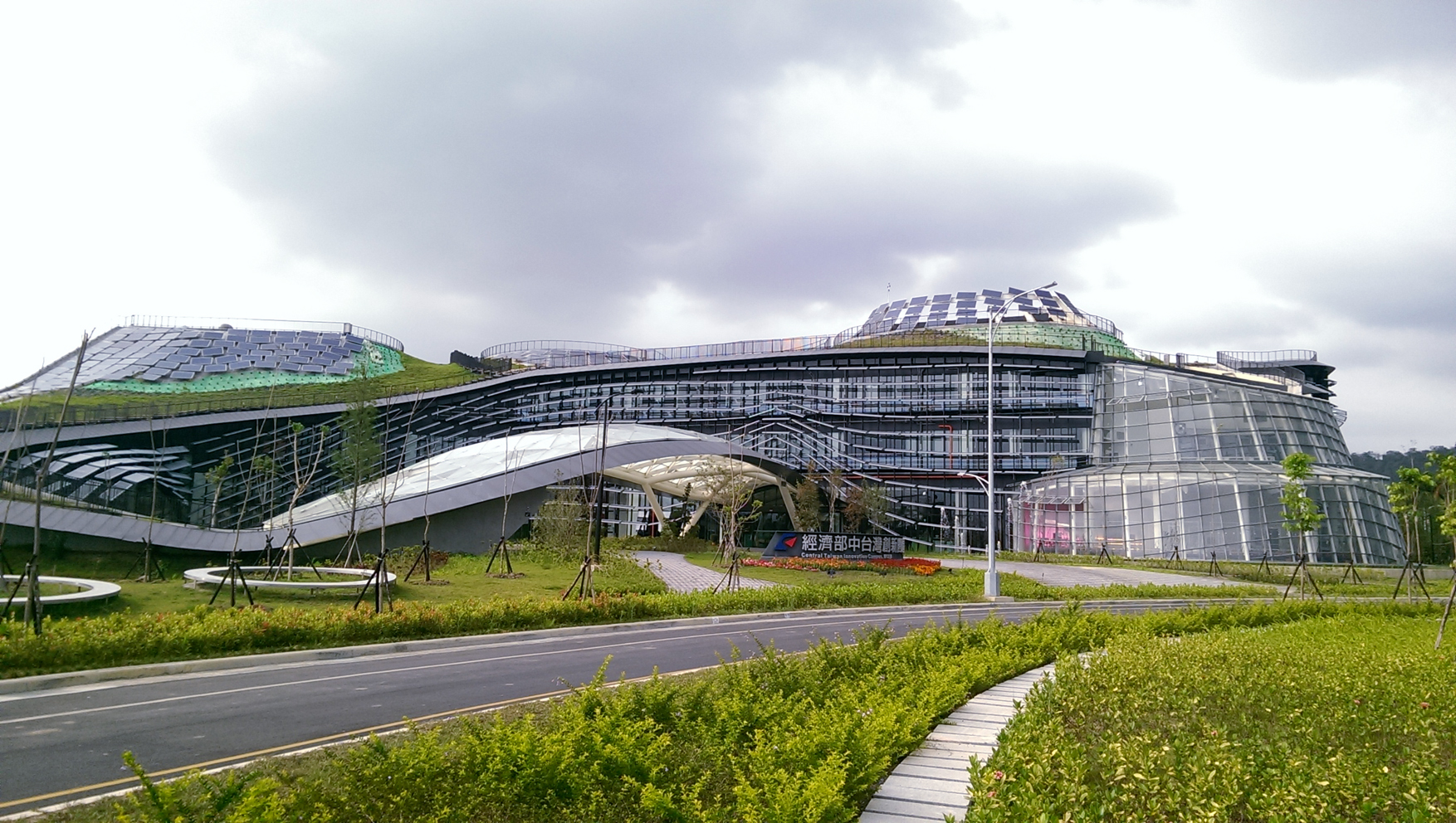
經濟部中臺灣創新園區

- 1999年921大地震，中興新村許多房舍全毀（含臺汽中興站、原省政府五個廳處、中興八景一的中興高中科學館......等）；南投縣政府臨時辦公大樓設置在中興新村虎山農場。
- 2000年6月1日，行政院九二一震災災後重建推動委員會設立於中興新村。
- 2004年10月20日，行政院公共工程委員會研擬「中興新村建構藝術村計畫」，自2006年5月1日開始釋出部分房舍提供藝術家進駐創作。
- 2007年5月15日，行政院召開「行政院中興新村再發展計畫推動小組」計畫將中興新村規劃為北區「文化藝術創意產業園區」、中區「優質渡假型生活園區」、南區「培訓研習會議園區」，NGO團體進駐；隔年因中央政府政黨輪替而重新規劃。
- 2008年11月25日，行政院經濟建設委員會（今國家發展委員會）擬定「中興新村發展為高等研究園區先期規劃」。
- 2009年4月24日，計畫交由行政院國家科學委員會（今國家科學及技術委員會）執行。根據規劃，第一期是2009年至2012年底，設置工研院中部分院來成立「中台灣產業創新研發專區」；資策會則建立「新興智慧技術研究中心」；第二期是2013年以後，由農業技術研究院、民間業者和法人團體進駐。
- 2011年4月12日，南投縣政府文化局將原臺灣省政府建設廳、臺灣省政府農林廳、臺灣省政府交通處、臺灣省政府人事處、臺灣省政資料館、臺灣省政府農林廳水土保持局、臺灣省政府訓練團中正堂、中興會堂、臺灣銀行中興新村分行、臺灣新生報中興新村辦事處、中華電信中興服務中心等省府建築依《文化資產保存法》登錄為歷史建築，以及將中興新村第一行政區（北核心區）、第一鄰里單元、第二鄰里單元、第三鄰里單元、市鎮中心及第二行政區（南核心區）等範圍 （页面存档备份，存于）登錄為文化景觀保存範圍。5月13日再將臺灣省政府大樓登錄為縣定古蹟。
- 2014年2月14日，南投縣政府在元宵節於中興新村舉辦臺灣燈會[8][9]。9月15日，經濟部中台灣創新園區開幕啟用，未來將由工研院及資策會負責運作[10][11]。
- 2017年8月24日，科技部將中興高等園區計畫的開發面積縮小並改為「中興園區開發計畫」，其餘區域改由國家發展委員會管理活化。

### 國家發展委員會時期
- 2018年7月20日，臺灣省政府所有組織移交國家發展委員會，省政府實質上廢止。臺灣省政府大樓原址成立「國家發展委員會中興辦公區中興新村活化專案辦公室」。[12]
- 2019年6月26日，中興園區開發計畫通過行政院環境保護署的環差評估。
- 2020年7月27日，行政院中部聯合服務中心即透漏國立中興大學有意在中興新村設立分校。10月7日，國立中興大學擴大行政會議後確定成立「國立中興大學中興新村校區籌備處」。[13][14][15][16]
- 2021年1月26日，國立中興大學證實已向行政院遞件規劃成立國立中興大學中興新村校區，校區為中興新村南核心區域總面積62.5公頃，包含中興新村光明路的公家機關辦公區、光明里宿舍區、國史館台灣文獻館、國家文官學院中區培訓中心與中興新村高爾夫球場等，與經濟部中台灣創新園區、正瀚生技相鄰；中興新村校區一期計畫擬接收台灣文獻館三棟大樓，若順利移轉後址會改裝內部繼續使用，而中興新村校區二期計畫則規劃成立醫學院，整體規劃未來成立的國際學院、興大研究單位（例如實驗林）等與學生宿舍區；國發會中興新村活化專案辦公室主任說明若興大興新村校區定案後，原位於南核心區域的行政院主計總處中部辦公室、衛生福利部中部辦公室及役政署等政府機關單位，都將遷往中興新村北核心區域，但國家文官學院中區培訓中心還要和興大洽談相關後續事宜。[17]
- 2022年9月，「國立中興大學南投校區」於中興新村啟用，由新設置循環經濟研究學院首先進駐。未來陸續將成立數據與人工智慧專業學院、環境設計與氣候變遷專業學院與法律專業學院。[18]
- 2025年5月28日，國立中興大學工學院所屬的能源材料與環境永續專業學院進駐南投分部。

## 區內建築

### 政府機關
北中核心
- 國家發展委員會中興新村活化專案辦公室

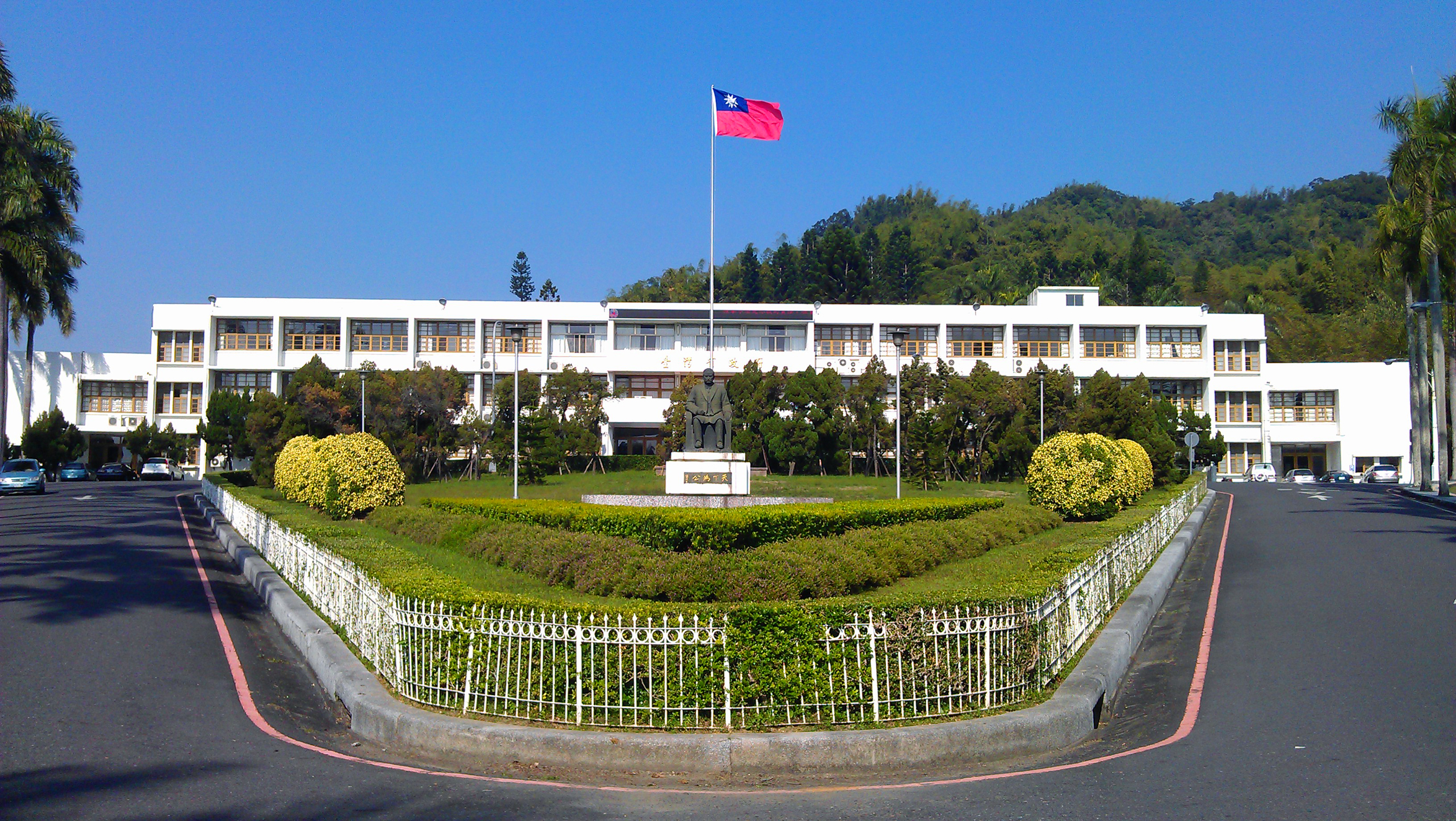
國家發展委員會中興新村活化專案辦公室（原臺灣省政府大樓）

- 臺灣省政資料館（隸屬國家發展委員會檔案管理局）
- 經濟部工商輔導中心
- 農業部農糧署
- 農業部農村發展及水土保持署
- 行政院主計總處中部辦公園區
- 內政部役政司
- 財政部國庫署中部辦公室（集中支付大樓）
- 衛生福利部中部辦公室（醫福會）
- 國立公共資訊圖書館中興分館
- 衛生福利部南投醫院中興院區
- 南投縣政府警察局中興分局
- 南投縣政府消防局第一大隊中興分隊

南核心
- 考試院保訓會國家文官學院中區培訓中心（興大南投校區範圍內）
- 行政院人事行政總處公務人力發展學院南投院區（興大南投校區範圍內）
- 原住民族委員會中部辦公室（興大南投校區範圍內）
- 國史館臺灣文獻館（興大南投校區範圍內）
- 經濟部中臺灣創新園區（興大南投校區範圍內）

### 教育機構

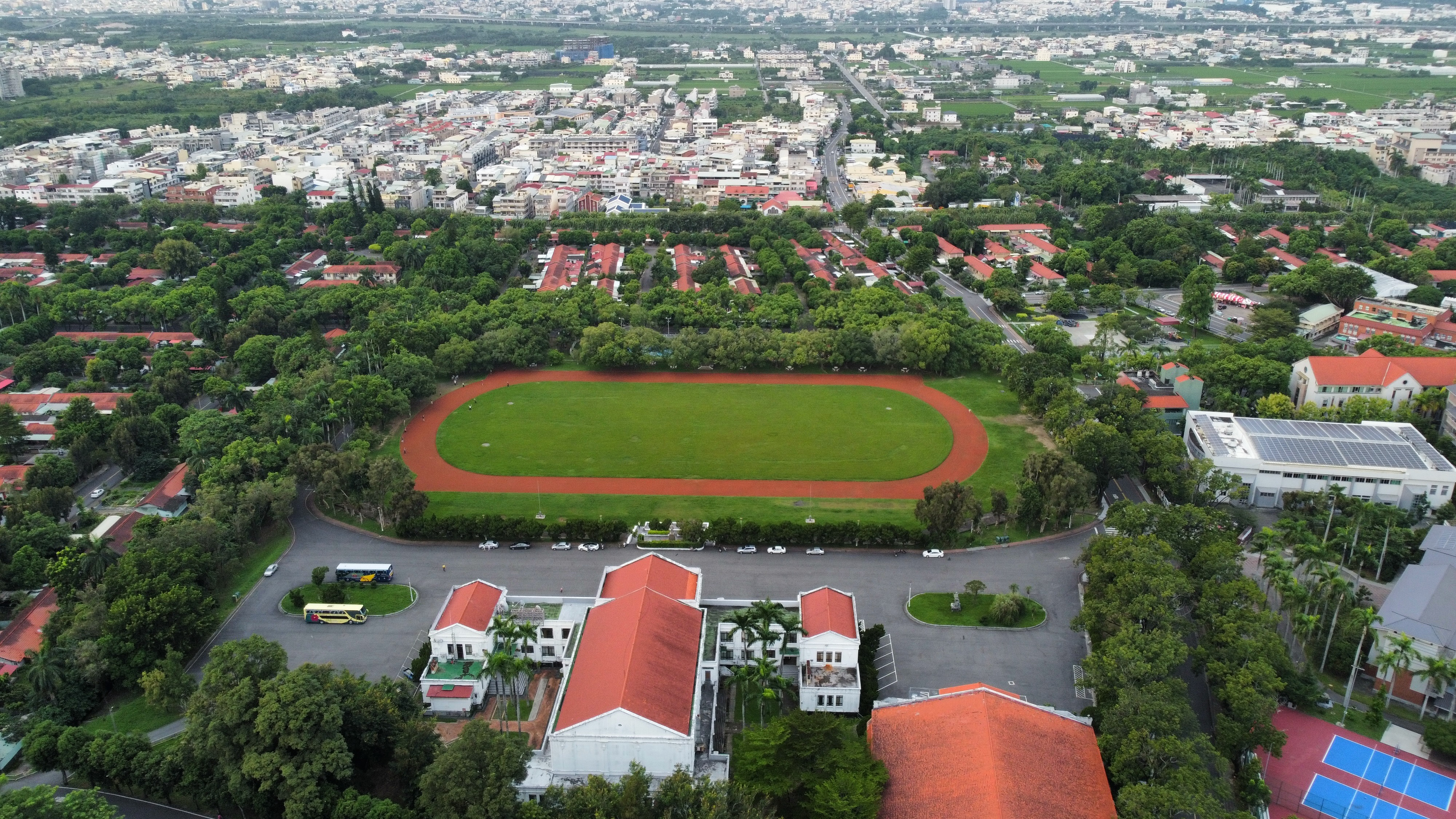
中興會堂與前方大操場，右側為國立中興高中

- 國立中興大學南投校區：開放式校園，大致為光榮東路與內轆排水以南、國史館臺灣文獻館以北區域
- 國立中興高級中學
- 國立南投特殊教育學校
- 南投縣立中興國民中學
- 南投縣立營北國民中學
- 南投縣南投市光華國民小學
- 南投縣南投市光榮國民小學
- 南投縣南投市光復國民小學（興大南投校區範圍內）
- 南投縣南投市德興國民小學

### 公設法人機構
- 資訊工業策進會新興智慧技術研究中心、中區產業服務處
- 工業技術研究院中分院（經濟部中臺灣創新園區內）

### 公共設施
- 中興會堂
- 中興體育館（閒置中，興大南投校區範圍內）
- 中興游泳池（閒置中，興大南投校區範圍內）
- 虎山防空洞
- 中興納骨堂

自然景物
- 中興新村老茄苳樹
- 中正路菩提樹大道
- 光榮東路一街白千層大道
- 光榮北路樟樹大道
- 街廓囊底九重葛（光華二路二街）

### 文化資產
文化景觀
- 中興新村文化景觀：不包含區內私有土地

縣定古蹟
- 臺灣省政府省政大樓：1957年完工，原為臺灣省政府省主席辦公處，目前由國家發展委員會中興新村活化專案辦公室使用。

歷史建築
- 原臺灣省政府交通處廳舍：1999年精省後改制為交通部中部辦公室，後再改組為交通部交通事業管理小組。
- 原臺灣省政府人事處廳舍：虞曰鎮建築師設計，1999年精省後改制為行政院人事行政局地方人事行政處，2023年3月24日改由內政部役政署使用，同年9月役政署降編為內政部役政司後，改由內政部替代役訓練及管理中心使用。
- 原臺灣省政府水土保持局廳舍：虞曰鎮建築師設計，精省後改制為農委會水保局（今農業部農村發展及水土保持署）
- 原臺灣省政府建設廳廳舍：虞曰鎮建築師設計，精省後改制為經濟部中部辦公室，2023年改組為經濟部工商輔導中心，與經濟部商業發展署南投辦公室(公司登記組、服務發展組)合署辦公。
- 原臺灣省政府農林廳廳舍：虞曰鎮建築師設計，精省後改制為農委會中部辦公室及第二辦公室，2004年合併升格為農委會農糧署，今為農業部農糧署中興辦公室。
- 原臺灣省政府訓練團中正堂：1999年改為國家文官學院中區培訓中心中正堂，園區與行政院人事行政總處公務人力發展學院共用。
- 臺灣省政資料館：沈祖海建築師設計，1965年完工，現由國家發展委員會檔案管理局管理使用。
- 中興會堂：楊卓成建築師設計，1959年完工，會議廳長期為中興高中演講廳與省府電影播映處，現由國發會管理對外租借。
- 中華電信中興服務中心：最初為交通部中興新村電信局，1958年完工。
- 臺灣銀行中興新村分行：1958年完工啟用。
- 臺灣新生報中興新村辦事處：修澤蘭建築師設計，1963年完工，現為藝文空間。

## 交通

### 鐵路
日治時期即有糖業鐵路經過附近，戰後稱為中濁線。中興新村成立後，一度於1957年7月4日成立省府前招呼站。但2年後即因八七水災，隨鐵路全線廢止而結束業務。後期為便利商旅，公路局（之後為臺汽客運）代售中興新村至臺灣主要城市之聯運車票：臺汽至台中車站再轉乘臺鐵縱貫線，九二一地震將臺汽中興站震毀之後，業務中止。

### 公路
- 台14線、台14乙線、台14丁線
- 台3線、台3甲線
- 縣道139號
- 芳苑草屯線可由中興系統交流道銜接或可由地面台14乙線銜接
- 中興交流道

### 路名調整
原本使用全省各縣市之地名，作為中興新村之路名。但縣市彼此相對位置與現實不符，反添困擾。因此1960年起，改以光榮、光華、光明三條路為主幹線，分別標以分支路街番號。
| 1960年前 | 1960年後                                 |
| -------- | ---------------------------------------- |
| 臺北路   | 省府路                                   |
| 基隆路   | 府西路                                   |
| 中正路   | 光華路                                   |
| 宜蘭路   | 光華一路                                 |
| 桃園路   | 光華二路                                 |
| 新竹路   | 光華二路一街                             |
| 苗栗路   | 光華二路二街                             |
| 嘉義路   | 光華三路                                 |
| 臺中路   | 光華四路                                 |
| 南投路   | 光華四路一街                             |
| 澎湖路   | 光華五路                                 |
| 彰化路   | 光華六路                                 |
| 雲林路   | 光華十路                                 |
| 成功路   | 中學路                                   |
| 銘傳路   | 光榮東路、光榮西路                       |
| 花蓮路   | 光榮東路一街、光榮北路四街               |
| 建國路   | 光榮北路                                 |
| 臺南路   | 光榮北路一街、二街、三街                 |
| 高雄路   | 光榮北路五街、六街、七街                 |
| 屏東路   | 光榮西路一街                             |
| 愛國路   | 光榮南路、光榮南路一街、二街、三街、四街 |
| 臺東路   | 光榮南路一街                             |
| 中華路   | 環山路                                   |
| 中山路   | 中正路                                   |

## 相關行政區
南投縣
- 南投市：中興新村所在地之行政區屬南投縣南投市。
- 草屯鎮：台灣省政府大樓周圍之南投市光輝里原屬草屯鎮山腳里之一部分。
- 中寮鄉：軍功里有連絡道路通往北中寮地區，歷史上中興新村與北中寮地區均屬營盤口區。

臺中市
- 霧峰區：臺灣省諮議會（今立法院中部辦公室）、臺灣省政府教育廳（今教育部國民及學前教育署）、省旅遊局（今交通部觀光署國民旅遊組與參山國家風景區管理處）、省交響樂團（今國立臺灣交響樂團）以及光復新村所在地。
- 西區：省政府新聞處（今行政院新聞傳播處地方新聞科）
- 南屯區：省立臺中圖書館黎明分館（今國立公共資訊圖書館黎明分館）以及省府黎明辦公區（今行政院中部聯合服務中心）所在地。